# Грб Чајнича
Грб Чајнича је званични симбол српске општине Чајниче. Грб је званично усвојен 11. децембра 2008. године.
Грб општине је стилизован амблем сличан онима из времена комунистичкиг времена.

## Опис грба
Грб Чајнича приказује хотел „Оријент“ са карактеритичним косим кровом, зелена брда, плаво подножје које представља извор водотока Врело, црногоричну шуму, позадину неба у бојама српске заставе лијевокосо, златно сунце и зидану тврђаву која представља кулу Херцег Стјепана. Испод штита налази се црвена лента са именом општине „Чајниче“.
Прије усвајања овог симбола, општина је користила другачији грб: у лијевокосо подијељеном штиту на плавом, зелено црногорично дрво, а у црвено-плаво-сребрном пољу приказ Храма Успења Пресвете Богородице преко свега, те испод штита плава лента са бијелим натписом имена општине.
Општина користи и плаву окомиту заставу са грбом при дну, али та застава није званично прописана.